# Margaretha van Brandenburg (1410-1465)
Margaretha van Brandenburg (circa 1410 - Landshut, 27 juli 1465) was in 1423 korte tijd hertogin van Mecklenburg, van 1441 tot 1445 hertogin van Beieren-Ingolstadt en van 1446 tot aan haar dood gravin van Waldenfels. Ze behoorde tot het huis Hohenzollern.

## Levensloop
Margaretha was een dochter van keurvorst Frederik I van Brandenburg en diens echtgenote Elisabeth van Beieren, dochter van hertog Frederik. 
In 1413 werd ze verloofd met Wartislaw, de oudste zoon van hertog Wartislaw VIII van Pommeren. Het huwelijk vond echter niet plaats omdat Wartislaw in 1414 of 1415 stierf.
In 1423 huwde ze met hertog Albrecht V van Mecklenburg (1397-1423). Albrecht stierf al kort na het huwelijk, zonder dat het echtpaar had samengewoond. Als bruidsschat had Margaretha van haar vader Dömitz en Gorlosen gekregen.
Op 20 juli 1441 huwde ze als bevestiging van de landvrede met hertog Lodewijk VIII van Beieren-Ingolstadt (1403-1445). Door het huwelijk kwam Lodewijk opnieuw in het bezit van het gebied dat hij tijdens de Beierse Oorlog van 1420-1422 verloren had aan keurvorst Frederik I van Brandenburg. Margaretha en Lodewijk VIII kregen twee kinderen, maar beiden stierven jong. 
Na de dood van haar tweede echtgenoot huwde Margaretha in 1446 in het geheim met haar hofmeester, graaf Martin van Waldenfels (overleden in 1471). Margaretha stierf in juli 1465 in Landshut.